# Mały Krzek
Mały Krzek – półwysep wyspy Wielki Krzek nad Zalewem Szczecińskim i Świną. Z Wielkim Krzekiem jest połączony poprzez wąski przesmyk na kanale Pęga.
Mały Krzek nie jest zamieszkany. Wchodzi w obszar Wolińskiego Parku Narodowego. Administracyjnie należy do miasta Świnoujście.
Nazwę Mały Krzek wprowadzono urzędowo rozporządzeniem w 1949 roku, zastępując poprzednią niemiecką nazwę wyspy – Kleiner Kricks.